# Corazones blindados
Corazones blindados es una telenovela colombiana, de género policíaco producida por Teleset para RCN Televisión en 2012. Esta protagonizada por Majida Issa y Andrés Sandoval cuenta con la participación antagónica de Oscar Borda, Julián Román y Natalia Durán.
Se estrenó el 3 de septiembre de 2012 y finalizó el 1 de abril de 2013, siendo muy criticada porque el último capítulo la dejó inconclusa.

## Sinopsis
Corazones Blindados, narra la dura vida que tienen que llevar los oficiales de la Policía Metropolitana de Bogotá entre el eterno deber de combatir contra el crimen y los problemas personales que los acompañan a diario. La serie se centra en la vida del Teniente Raúl Ávila (Andrés Sandoval) y su subalterna, la Subintendente Diana Ochoa (Majida Issa); quienes tienen que, además de combatir contra el crimen, tener que entenderse mutuacrar sentimentalmente, hasta el momento que Vicente es liberado de sus captores.

## Elenco
- Subteniente Raúl Ávila (Andrés Sandoval): Aunque siempre soñó con ser un motocrossista profesional, el asesinato de su padre lo llevó hacia su verdadera vocación: ser policía. Raúl es intuitivo, valiente y astuto. Se graduó con honores en la escuela de oficiales y es asignado a uno de los barrios más peligrosos de Bogotá. Allí pondrá en práctica sus principios de honradez y legalidad. Es un típico “swiche”: eléctrico y con ansias de acción. Le gustan las mujeres que como él, no le temen al riesgo y en Diana encontrará su alma gemela.

- Subintendente Diana Ochoa (Majida Issa): Es una de las suboficiales más queridas por la comunidad y por sus compañeros. Sobresale por su audacia, dulzura, belleza y espíritu de servicio. La vida de Diana transcurre entre su peligroso trabajo cuidando las calles, su familia y rezar por la libertad de Vicente, el padre de su hija que fue secuestrado por la guerrilla. Después de 6 años de esperarlo sin tener noticias de él, Diana cree ser inmune al amor. Sin embargo, sus sentimientos darán un vuelco cuando conozca a Raúl y se vea inevitablemente atraída por su calidez, ternura y arrojo.

- Gongo (Oscar Borda): Villano ruin y sin escrúpulos. Asesinó al padre de Raúl y este lo hizo ir a prisión. Después que el subteniente Ávila fue asignado a la localidad de Mártires, Gongo escapó de la cárcel con ayuda de Solipa y ahora se quiere vengar de Raúl.

- Solipa - Villano Principal (Julián Román): Es el mejor amigo de Raúl desde que eran niños y vivían en un pequeño pueblo. Crecieron juntos compartiendo su pasión por las motos. Raúl no lo sabe, pero Solipa siempre lo envidió y el resentimiento lo ha convertido en un hombre ambicioso dispuesto a hacer cualquier cosa por dinero. Es la mano derecha de Gongo, el asesino del padre de Raúl, y con el tiempo moverá sus fichas para destronarlo como jefe en la red de extorsión y narcotráfico que juntos han construido. Ama profundamente a Marcela, la primera novia de Raúl. Su amor por ella y la certeza de que jamás será correspondido, lo pondrán definitivamente en contra de su amigo.

- Marcela Torres (Natalia Durán): Exnovia de Raúl y de Solipa. Regresará a Bogotá deportada de los Estados Unidos, a donde huyó tres años atrás con todos los ahorros de Solipa. Raúl la encontrará en el aeropuerto e ingenuamente la reunirá de nuevo con su mejor amigo, convencido de que entre ellos el amor todavía es posible. Marcela vivirá en una permanente dualidad entre su ambición y los sentimientos que aún tiene por Raúl.

- Subintendente Vicente Yáñez (Carlos Manuel Vesga): Estuvo enamorado de Diana desde el colegio y la siguió en su carrera como suboficial de la policía. La acompañó a combatir la guerrilla en un pueblo lejano y ella, al ver esa muestra de amor, decidió por fin darle una oportunidad. Una semana después, un ataque de los insurgentes los separó indefinidamente. Lleva seis años internado en la selva y saber que Diana lo espera con su pequeña hija es la única razón que lo mantiene vivo. Será rescatado por la oficial de inteligencia Mábel Restrepo y los vínculos que construirán en la selva se fortalecerán una vez Vicente trate de rehacer su vida.

- Subteniente Silvia Pardo (Juliana Galvis): Es autónoma e independiente, y no le gusta que la aten, ni la menosprecien. Estudió psicología, luego se unió a la Policía y de la Escuela de Cadetes salió a trabajar en la Inspección general, en un programa de lucha contra la corrupción policial. Desde los tiempos de la Escuela de Cadetes siente muchas cosas por Jairo Contreras. Sus tareas la llevan a investigar un posible caso de corrupción en la localidad en donde trabaja Raúl, y más concretamente al CAI comandado por Jairo. Allí, Silvia se va a encontrar con una situación que pondrá en juego sus sentimientos.

- Subteniente Jairo Contreras (Alejandro Buitrago): Desde sus tiempos en la Escuela formó una gran amistad con Raúl Ávila y Silvia Pardo, de quien Jairo se enamoró en silencio. Sufre por no declarársele y ahora ver a Silvia en una relación con el Mayor Iván Lince. Se convierte en un policía admirable y pronto emprende una lucha de frente contra la corrupción que azota su CAI[3]

## Reparto
- Majida Issa - Subintendente Diana Ochoa
- Andrés Sandoval - Subteniente Raúl Ávila
- Oscar Borda - Gongo (Villano - Asesinado por Contreras y Solipa)
- Julián Román - Nehemías ‘Neme’ Solipa (Villano Principal)
- Natalia Durán - Marcela Torres (Villana Principal)
- Adriana Arango - Kelly Amante de Gongo y enamorada de Solipa.
- Carlos Manuel Vesga - Subintendente Vicente Yáñez
- Andrés Toro - Mayor Iván Lince
- Juliana Galvis - Subteniente Silvia Pardo
- Alejandro Buitrago - Subteniente Jairo Contreras
- Jorge Monterrosa - Patrullero Wilfran Amaury Borrero
- Fernando Arévalo - Sargento Mayor Oscar “El Loco” Domínguez (Asesinado por Solipa)
- Juliana Posso - Teniente Mábel Restrepo
- Alejandro Aguilar (Actor) - Intendente Onofre Fandiño
- Alberto Cardeño - Sargento Primero Plutarco Cuevas
- Luis Eduardo Motoa - General José María Arango
- Catherine French   - Gloria Manzano
- Mauro Donetti -
- Jarol Fonseca -coronel Bohorquez
- Aída Morales -SG Mariela
- Giancarlo Mendoza - Sinisterra
- Felipe Correa - Auxiliar Germán Camelo
- Andrés Felipe Torres - Jaime Pinto
- Carolina Coll - Kelly
- Carlos Gutiérrez - Estrada
- Carmenza González -Rosmary
- María Angélica Mallarino -
- Estefanía Rodríguez - Milena Yáñez Ochoa (La hija de la Subintendente Diana Ochoa)
- Sandra Perdomo - Mónica Ávila ( Hermana de Raul )
- Víctor Hugo Morant - Bruno
- Federico Rivera - Motorratón
- Joavany Álvarez - Teniente Pablo Jacome
- Mauricio Mejía - Teniente Enrique Espinosa
- Renata González - Teniente Fernanda Bermúdez '
- Javier Caicedo - Capitán Rivera
- Alberto Palacio - Sargento Mayor Abel Ávila (padre de Raúl)
- Alberto Saavedra - Farid Usaquén
- Fernando Peñuela -

## Premios y nominaciones

### Premios India Catalina de la Televisión
| Año  | Categoría                                               | Nominado                                            | Resultado |
| ---- | ------------------------------------------------------- | --------------------------------------------------- | --------- |
| 2013 | Mejor Telenovela                                        | Mejor Telenovela                                    | Nominada  |
| 2013 | Mejor Director de Telenovela                            | Juan Felipe Cano Israel Sánchez                     | Nominados |
| 2013 | Mejor Historia y Libreto Original de Telenovela         | Rafael Noguera Ana María Londoño Juan Andrés Rendón | Nominados |
| 2013 | Mejor Actriz Protagónica de Telenovela                  | Majida Issa                                         | Nominada  |
| 2013 | Mejor Actor Protagónico de Telenovela                   | Andrés Sandoval                                     | Nominado  |
| 2013 | Mejor Actriz de Reparto de Telenovela                   | Juliana Galvis                                      | Nominada  |
| 2013 | Mejor Actor de Reparto de Telenovela                    | Alberto Cardeño                                     | Nominado  |
| 2013 | Mejor Actor de Reparto de Telenovela                    | Carlos Manuel Vesga                                 | Nominado  |
| 2013 | Mejor Actor Antagónico de Telenovela, Serie o Miniserie | Julián Román                                        | Ganador   |
| 2013 | Mejor Fotografía de Telenovela                          | Mauricio Cadavid Oswaldo Ramírez                    | Nominados |
| 2013 | Mejor Arte de Telenovela                                | Juan Fernando Pérez                                 | Nominado  |
| 2013 | Mejor Edición de Telenovela                             | Elsa Vásquez                                        | Ganadora  |
| 2013 | Mejor Banda Sonora de Telenovela                        | Juan Pablo Martínez Martha Lucía Miranda            | Nominados |
| 2013 | Actriz o Actor Revelación del Año                       | Alejandro Buitrago                                  | Nominado  |

### Premios TVyNovelas
| Año  | Categoría                                            | Nominado                        | Resultado |
| ---- | ---------------------------------------------------- | ------------------------------- | --------- |
| 2013 | Protagonista Femenina Favorita de Serie              | Majida Issa                     | Ganadora  |
| 2013 | Protagonista Masculino Favorito de Serie             | Andrés Sandoval                 | Nominado  |
| 2013 | Villana Favorita de Serie                            | Natalia Durán                   | Nominada  |
| 2013 | Revelación del Año Favorito de Telenovela o de Serie | Alejandro Buitrago              | Ganador   |
| 2013 | Director Favorito de Telenovela o Serie              | Juan Felipe Cano Israel Sánchez | Nominados |